# Голобрад
Голобрад (болг. Голобрад) — село в Болгарии. Находится в Кырджалийской области, входит в общину Ардино. Население составляет 203 человека.

## Политическая ситуация
В местном кметстве Голобрад, в состав которого входит Голобрад, должность кмета (старосты) исполняет Шабан Кямилов Местанов (Движение за права и свободы (ДПС)) по результатам выборов.
Кмет (мэр) общины Ардино — Ресми Мехмед Мурад (Движение за права и свободы (ДПС)) по результатам выборов.